# لاپری
لاپری (به لاتین: Lapri) یک منطقهٔ مسکونی در روسیه است که در استان آمور واقع شده‌است.